# Георгиевская церковь (Юсьва)
Георгиевская церковь — не сохранившийся православный храм в честь великомученика Георгия Победоносца в селе Юсьва, Юсьвинского района Коми-Пермяцкого округа Пермского края, построен в 1647 году. Благодаря этому храму и кладбищу вокруг него, XVII века село Юсьва стало иногда называться «Погостом Георгиевским».
Взамен старого деревянного храма в 1768 году на средства помещика барона Александра Сергеевича Строганова воздвигнут новый. Храм отапливался по-чёрному, без трубы, то есть дым шёл через помещение, в промежуток между двух потолков.
Сохранились метрические книги этого храма, по которым можно проследить жизнь храма и села с окрестностями. Например, в 1877 году прихожан было 3826 человек — жители не только села Юсьва, но и всей Юсьвинской волости, куда входили Мелюхино, Харино, Бажино — всего 65 деревень.
Георгиевская церковь в Юсьве просуществовала до 1918 года. В 1920—1930 годы при антирелигиозном терроре здание храма было разрушено.
При проведении в Юсьве земляных работ рядом с автостанцией был обнаружен гроб в форме деревянной колоды. По чёрной одежде и длинным волосам можно было определить, что здесь была похоронена монахиня.